# Aaron Hill (acteur)
Aaron J. Hill (Santa Clara (Californië), 23 april 1983) is een Amerikaans acteur.
Hill is het meest bekend van zijn rol als The Beaver in de televisieserie Greek waar hij in 64 afleveringen speelde.

## Filmografie

### Films
Uitgezonderd korte films.
- 2018 Virginia Minnesota - als Hunter
- 2016 Get a Job – als Jason
- 2016 Home - als Aaron
- 2015 The Night Before - als Tommy Owens
- 2015 Reluctant Nanny - als Dan Connor
- 2014 A Perfect Christmas List - als dr. Brandon Reed
- 2014 Draft Day - als Andre bello
- 2013 Lost on Purpose – als D-1
- 2011 Creature – als Randy Parker
- 2011 A Warrior's Heart – als Joe Bryant
- 2010 Group Sex – als imponerende dronken jongen
- 2010 Perfect Combination – als Stephon
- 2009 Transformers: Revenge of the Fallen – als student
- 2008 Foreign Exchange – als Christopher Hunter

### televisieseries
Uitgezonderd eenmalige gastrollen.
- 2016 - 2017 Baskets - als Sebastian - 3 afl.
- 2016 - 2017 The Middle - als Dan - 2 afl.
- 2013 - 2014 Twisted – als Eddie Garrett – 11 afl.
- 2012 Glee – als Nick – 2 afl.
- 2007-2011 Greek – The Beaver – 64 afl.
- 2003 Lost at Home – als Tucker – 6 afl.
- 2002 Malcolm in the Middle – als George – 2 afl.